# NGC 2866
NGC 2866 ist die Bezeichnung für einen offenen Sternhaufen vom Typ II2p im Sternbild Segel des Schiffs.
Entdeckt wurde das Objekt am 31. März 1835 von John Herschel.